# Eudicrana claripennis
Eudicrana claripennis är en tvåvingeart som beskrevs av Edwards 1931. Eudicrana claripennis ingår i släktet Eudicrana och familjen svampmyggor.
Artens utbredningsområde är Peru. Inga underarter finns listade i Catalogue of Life.